# Nantosuelta

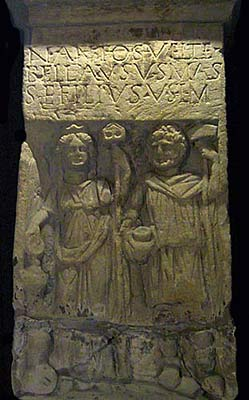
Relieve de Nantosuelta y su consorte Sucellos en Sarrebourg.

Nantosuelta es diosa protectora de la Galia, reconocida como diosa del agua. Entre los Mediomátricos de Alsacia era retratada sosteniendo una casa, simbolizando así su función beneficiosa para el hogar y los asuntos domésticos.
Se descubrió una imagen de esta deidad en un relieve encontrado en Sarrebourg, Francia acompañada de su consorte, el dios de la agricultura Sucellos. En iconografía se la asocia con el cuervo y su función también pudo ser de intermediaria, ayudando a los espíritus de los difuntos que partían hacia el inframundo.

## Etimología
Nantosuelta significa río tortuoso.